# 탄성 산란
탄성 산란(彈性散亂, elastic scattering)은 탄성 충돌에 의한 산란으로, 비탄성 산란에 비해 충돌 입자들 사이에서 에너지 교환이 거의 일어나지 않는 산란이다.
중성자와 물질과의 상호작용으로 산란과 흡수가 일어난다. 산란(scattering)은 다시 탄성산란(elastic)과 비탄성(inelastic) 산란으로 나누고, 흡수(absorption)는 포획(capture)과 분열(fission)로 나눈다.
탄성 산란에서 중성자의 에너지는 크게 3범위로 나눌 수 있다. 그 중 가장 낮은 에너지 범위인 potential scattering region에서는 탄성 산란 cross section이 4πR과 같은데 이때 R은 목표가 되는 핵의 반지름이다.
특징
- 속중성자와 원자번호가 낮은 흡수체 사이에서 가장 일어날 확률이 크다
- 이런작용은 당구공 형식의 충돌에 해당하며 운동에너지와 운동량이 보존된다.
- 에너지 감소는 중성자 에너지에 무관하며 오직 산란핵의 질량에만 관계가 있다.
- 표적원소가 가벼운 원소일 때 발생한다.

## 같이 보기
- 탄성 충돌
- 비탄성 산란
- 톰슨 산란